# کریستین بنیتز
کریستین بنیتز (انگلیسی: Christian Benítez؛ ۱ مهٔ ۱۹۸۶ – ۲۹ ژوئیهٔ ۲۰۱۳) یک بازیکن فوتبال اهل اکوادور بود.
وی همچنین در تیم ملی فوتبال اکوادور بازی کرده‌است.